# Hałas infradźwiękowy
Hałas infradźwiękowy – hałas, w którego widmie występują składowe o częstotliwościach infradźwiękowych. Zakres przyjmowanych w literaturze częstotliwości waha się od 1 lub 2 Hz do 16 lub 20 Hz. Według norm ISO 7196:1995, ISO 9612:1997 i PN-Z-01338:2010 jest to przedział od 1 do 20 Hz. Hałas infradźwiękowy występuje powszechnie w pobliżu dróg komunikacyjnych, w miastach i zakładach przemysłowych. Rozwój technologii wytwarzających infradźwięki i rosnący odsetek populacji eksponowanych na ten rodzaj hałasu spowodował zwiększone zainteresowanie jego wpływem na zdrowie człowieka.